# Neuenhagen (Bad Freienwalde (Oder))

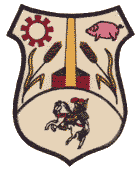
Wappen Neuenhagen

Neuenhagen ist ein Dorf auf der Insel Neuenhagen im Landkreis Märkisch-Oderland. Seit der Eingemeindung im Jahr 2003 ist Neuenhagen ein Ortsteil von Bad Freienwalde (Oder).

## Lage
Im nördlichen Oderbruch gelegen, am Rande des Biosphärenreservates Schorfheide-Chorin, liegt Neuenhagen zusammen mit vier anderen Ortsteilen – Schiffmühle, Bralitz, Hohenwutzen und Altglietzen – auf einer Insel umschlossen von der Alten Oder und der Neuen Oder. Durch die Trockenlegung des Oderbruchs und den Durchstich der Neuen Oder ist Neuenhagen 1753 zur Insel geworden. Der Haltepunkt Neuenhagen (Neum) lag an der Bahnstrecke Freienwalde–Zehden.

## Geschichte

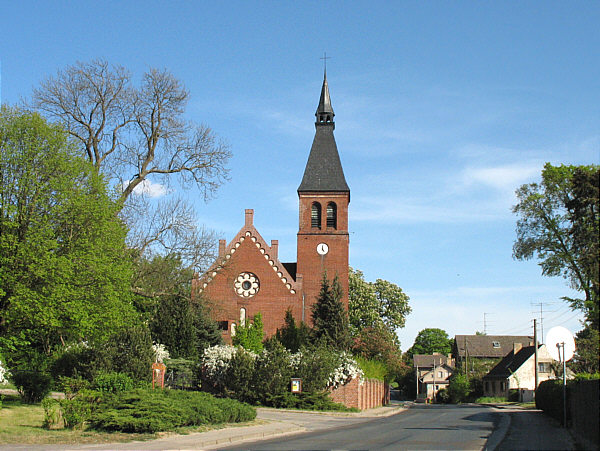
Kirche von Neuenhagen

Archäologische Funde lassen auf ältere Besiedlung schließen, denn hier herrscht ein ziemlich trockenes und demzufolge siedlungsgünstiges Klima.

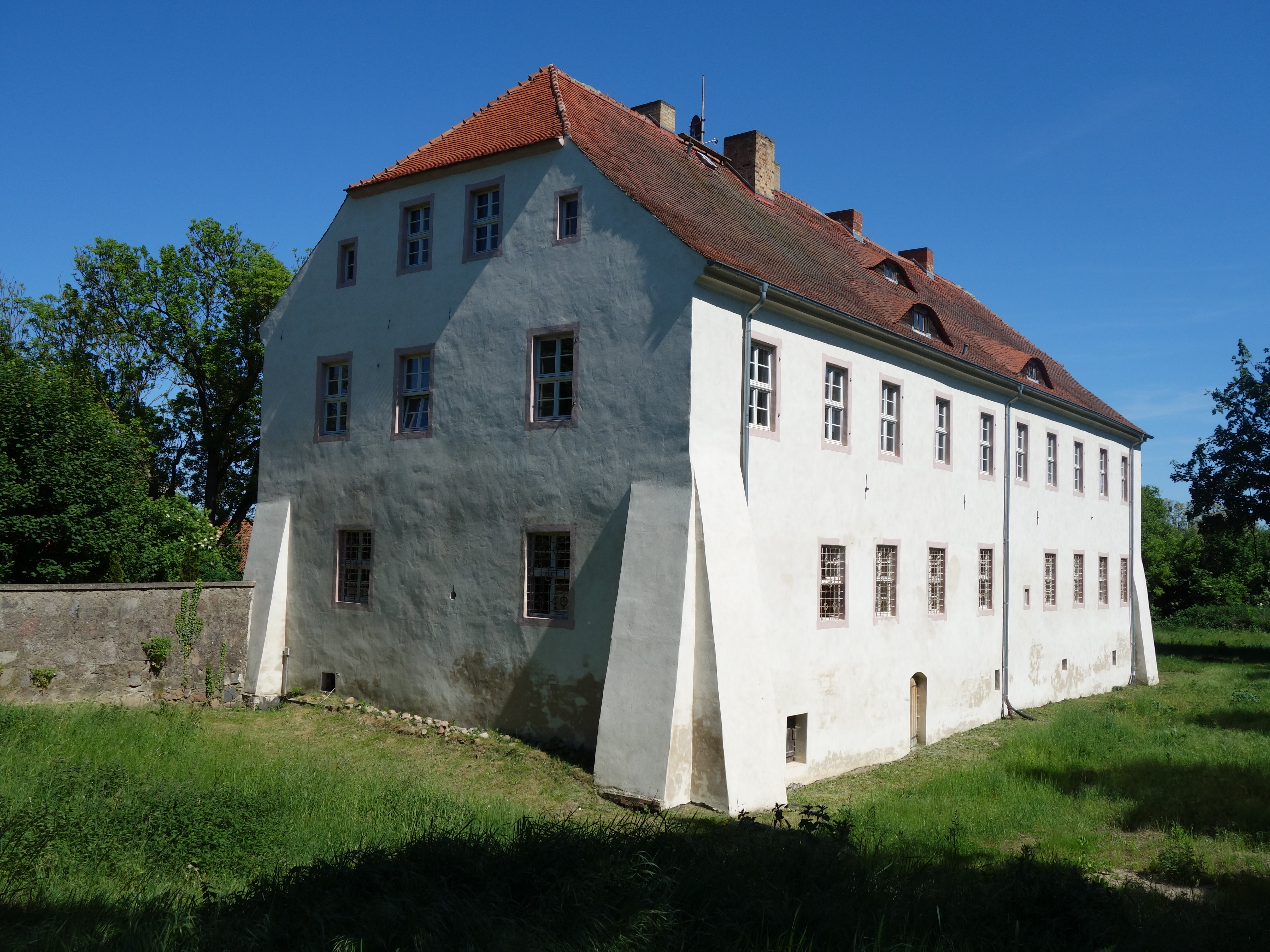
Festes Haus

Neuenhagen wurde 1337 erstmals urkundlich erwähnt, was aus einer Eintragung der Erhebung der Landsteuer im Neumarker Landbuch hervorging. Das Besitztum Neuenhagen, welches Nicolaus Witte gehörte, ging 1350 an die Ritterfamilie von Mörner. Um 1480 wohnten Caspar von Uchtenhagen und sein Neffe Matthias in Neuenhagen. 1575 wurde durch Werner von Uchtenhagen das Feste Haus in Neuenhagen erbaut. 1604 endete die Herrschaft der Uchtenhagens, das Besitztum ging an den Kurfürsten über. 1618 wurde das Amt Neuenhagen geschaffen, welches bis 1872 Bestand hatte. Nach dem Zweiten Weltkrieg wurde Neuenhagen, welches bis dahin Teil des neumärkischen Kreises Königsberg war, Teil des mittelmärkischen Landkreises Bad Freienwalde (Oder). Im Dezember 1993 ging der Landkreis in den Großkreis Märkisch-Oderland über.
Am 26. Oktober 2003 wurde Neuenhagen nach Bad Freienwalde (Oder) eingemeindet.

## Bevölkerung
| Jahr | Einwohner |
| ---- | --------- |
| 1875 | 1.167     |
| 1890 | 1.405     |
| 1910 | 1.760     |
| 1925 | 1.644     |
| 1933 | 1.693     |
| 1939 | 1.704     |

| Jahr | Einwohner |
| ---- | --------- |
| 1946 | 1.457     |
| 1950 | 1.596     |
| 1964 | 1.366     |
| 1971 | 1.310     |
| 1981 | 1.143     |
| 1985 | 1.106     |

| Jahr | Einwohner |
| ---- | --------- |
| 1989 | 1.091     |
| 1990 | 1.078     |
| 1991 | 1.055     |
| 1992 | 1.030     |
| 1993 | 1.028     |
| 1994 | 0.932     |

| Jahr | Einwohner |
| ---- | --------- |
| 1995 | 1.027     |
| 1996 | 1.050     |
| 1997 | 1.057     |
| 1998 | 1.054     |
| 1999 | 1.046     |
| 2000 | 1.027     |

| Jahr | Einwohner |
| ---- | --------- |
| 2001 | 1.006     |
| 2002 | 0.963     |
| 2011 | 0.836     |
| 2017 | 0.806     |

Gebietsstand des jeweiligen Jahres
Am 30. Juni 2011 hatte Neuenhagen 836 Einwohner.

## Baudenkmale
In Neuenhagen befinden sich vier Baudenkmale:
- Frühstücksstein: Der Gedenkstein liegt an der Bundesstraße 158 südlich von Neuenhagen in Richtung Altglietzen. Er erinnert an ein Frühstück, welches Friedrich Wilhelm IV. hier einnahm. Die Inschrift lautet: „Frühstücks-Platz / Sr. Majestät / des Königs / Friedrich Wilhelm IV. / am 23. Januar / 1841“.
- Hoffmannscher Ringofen, Ziegelei „Regina“: Der Ringofen befindet sich in der Straße Freienwalder Ausbau 2–4, nördlich der Straße Bad Freienwalde – Altglietzen. Wahrscheinlich wurde der Ringofen um 1880 errichtet. Es ist ein Ziegelbrennofen nach Hoffmannscher Art. Der Ofen hat einen geschlossenen Brennkanal, der aus 20 Kammern besteht. Zu dem Ziegelofen gehört ein etwa 40 Meter hoher Schornstein.
- Kirchhof mit Dorfkirche, Nebengebäude (Kohlenschuppen/Abort) und Einfriedung: Die Kirche wurde am 24. Oktober 1902 eingeweiht. Sie wurde im Stil des Historismus errichtet, es finden sich aber auch romanische und gotische Elemente. Die Ausstattung im Inneren stammt aus der Bauzeit.
- Festes Haus (Amtshaus): Das Haus wurde um das Jahr 1575 von der Familie Uchtenhagen an Stelle eines älteren Hauses erbaut. Mit Ende der Herrschaft der Uchtenhagen ging das Haus in den Besitz des Landesherren über. Es wurde als Amtshaus der neu gegründeten Domäne genutzt. Das Amtshaus ist somit das älteste erhaltene profane Bauwerk im nördlichen Oderbruch.

## Persönlichkeiten
- Hermann Bruckhoff (1874–1956), Politiker (Fortschrittliche Volkspartei, DDP), MdR, in Neuenhagen geboren